# Léon Pagès
Léon Pagès (* 16. September 1814 in Paris; gestorben 26. November 1886 ebenda) war ein französischer Gelehrter und Diplomat.

## Leben und Werk
Léon Pagès war Rechtsanwalt, war 1836 im Gemeinderat von Saint-Antonin-Noble-Val tätig, war 1863 Bürgermeister. Von 1876 bis 1877 und von 1881 bis 1885 war er Abgeordneter für Tarn-et-Garonne, bis ihn der Bonapartist Joseph Lachaud de Loqueyssie ablöste. Er war Mitherausgeber der Zeitschrift „Univers“.
Von 1847 bis 1851 hielt sich Léon Pagès als Mitglied der französischen Gesandtschaft in China auf. Sein Aufenthalt in Asien weckte sein Interesse an der Geschichte Japans und so publizierte er eine Reihe von Büchern in Frankreich, die einen breiten Leserkreis fanden.
Zu Pagès’ Publikationen gehörten
- 1855 „Gesammelten Briefe Xaviers“
- 1859 „Bibliographie Japans“
- 1861 „Essai de grammaire japonaise“, eine Übersetzung von „Proeve eener Japansche spraakkunst“ (1857) von J. H. Donker Curtius
- 1862 bis 1868 „Dictionnaire japonaise-français“, eine französische Übersetzung des „Vocabulario da Lingoa de Iapam“ (1603 bis 1604)
- 1869 bis 1870 „Histoire de la religion chrétienne du Japan de 1598 à 1601“

1873, als die Iwakura-Mission Frankreich besuchte, publizierte Pagès „La persécution des chrétiens au Japon et l'ambassade japonaise en Europe“ als Teil eines – schließlich erfolgreichen – Feldzuges, religiöse Freiheit für das Christentum in Japan zu erreichen, wo es seit 1614 verboten war.